# Karol Głombiowski
Karol Głombiowski (ur. 22 kwietnia 1913 w Paderborn, zm. 13 października 1986 w Gdańsku) – polski bibliolog, twórca polskiej szkoły bibliologicznej. Badacz dziejów książki, czytelnictwa; wprowadził nowe metody w funkcjonowaniu bibliotekarstwa akademickiego.

## Życiorys
W 1918 roku wraz z rodziną zamieszkał w Wejherowie, gdzie ukończył szkołę powszechną i gimnazjum. W latach 1933–1938 studiował filologię klasyczną na Uniwersytecie Warszawskim. Pracę magisterską Quae nutricis In tragedia Graeca partes fuerint, napisał pod kierunkiem prof. Aleksandra Tyrana. Od 1938 roku pracował jako nauczyciel języka łacińskiego i niemieckiego w prywatnym gimnazjum w Rembertowie.
W czasie II wojny światowej działał w ruchu oporu, w kieleckim oddziale partyzanckim AK, Jędrusie. Był uczestnikiem akcji bojowych, za które otrzymał odznaczenia państwowe. W 1939 r. zorganizował tajne nauczanie w Rembertowie. W latach 1940–1944 zorganizował tajne nauczanie w Modliborzycach.
W latach 1946–1948 był dyrektorem szkoły w Zawadzkiem. W latach 1949–1956 pracował w Bibliotece Uniwersytetu Wrocławskiego, najpierw w Dziale Starych Druków, a od 1952 był jej kierownikiem. W 1956–1969 pełnił funkcję kierownika Katedry Bibliotekoznawstwa na Wydziale Filologicznym. W 1952 uzyskał stopień doktora, w 1966 - profesora tytularnego, w 1984 - profesora zwyczajnego. W marcu 1968 roku wziął udział w strajku studentów, co było przyczyną odwołania go ze stanowiska kierownika Katedry Bibliotekoznawstwa. Od 1970 stał na stanowisku redaktora naczelnego Studiów o Książce. W 1971 r. przeniósł się na Uniwersytet Gdański, gdzie w ramach Instytutu Filologii Polskiej zorganizował i kierował Zakładem Nauki o Książce. Od 1975 był Organizatorem magisterskiego kształcenia w zakresie bibliotekoznawstwa i informacji naukowej na Uniwersytecie w Gdańsku. W latach 1972–1975 był kierownikiem Studium Doktoranckiego Instytutu Filologii Polskiej UG.
Zmarł w Gdańsku, pochowany na cmentarzu katolickim w Sopocie (kwatera B3-E-13).

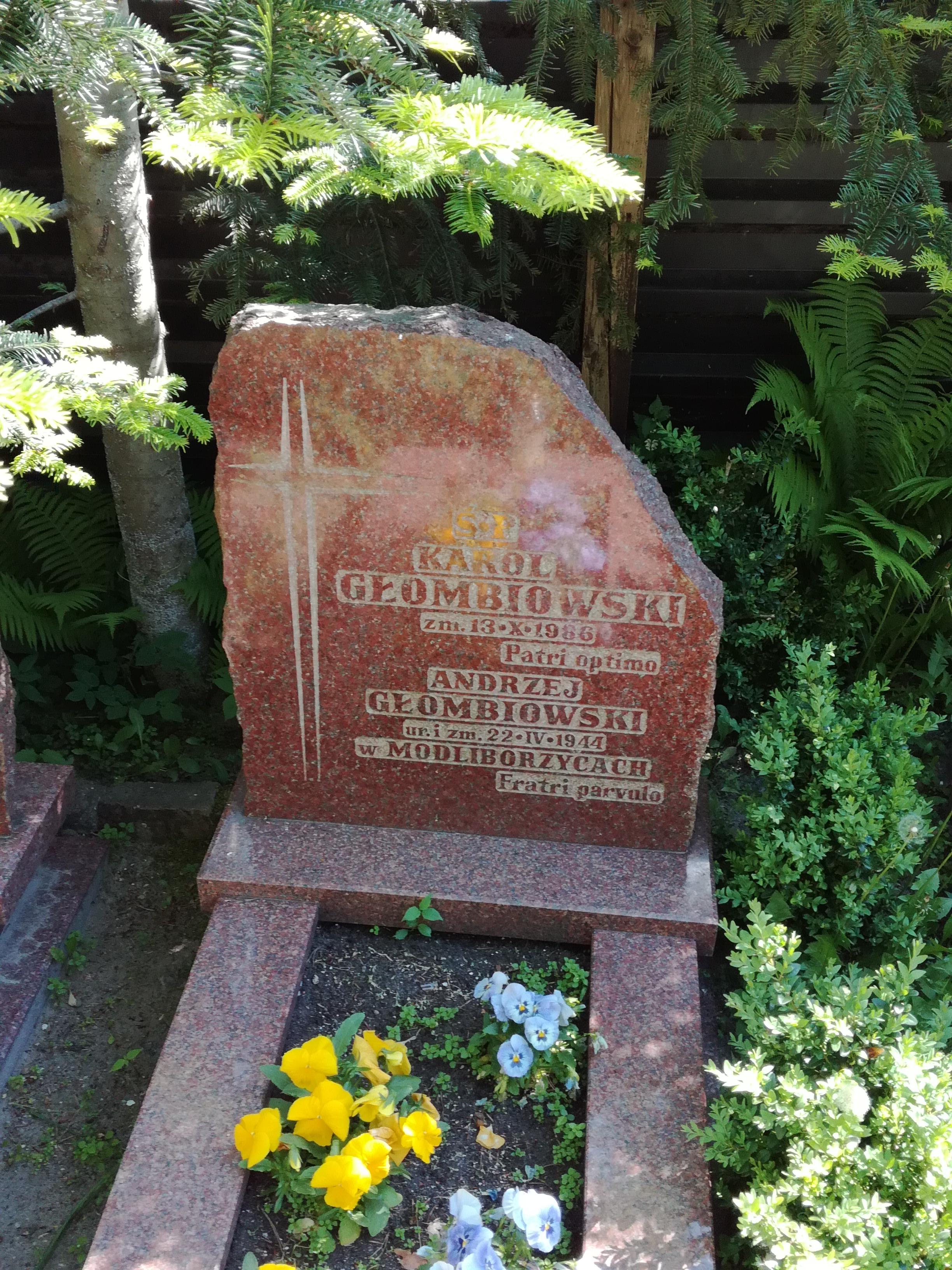
grób prof. Karola Głombiowskiego na cmentarzu katolickim w Sopocie

## Znaczenie
Karol Głombiowski uważany jest przez bibliologów zarówno w Polsce jak i na Węgrzech, Słowacji, w Czechach, Rosji, Francji, Niemczech czy we Włoszech za twórcę wrocławskiej (polskiej) szkoły bibliologicznej, której podstawą była teoretyczna koncepcja książki jako instrumentu komunikacji społecznej. Podwaliny nowego ujęcia zawarł w pracy Książka w procesie komunikacji społecznej (Wrocław 1980). Z niej to wywodziły się jego, i jego uczniów, prace nad historią czytelnictwa, teorią książki jako narzędzia przekazu i nad bibliologicznymi aspektami procesów literackich.
Wypromował 24 doktorów (wśród których pięciu uzyskało habilitację, a trzech - profesury). Był autorem dziewięciu monografii, w tym dwie współtworzył. Napisał ok. 60 artykułów w prestiżowych czasopismach naukowych.

## Publikacje[6]
1. Katalog wystawy rękopisów i starodruków lekarskich. Kwartalnik Historii Nauki i Techniki 1956 nr 1, s. 202–205 [Głombiowski Karol].
2. Przewodnik do nauki historii książki i księgozbioru: I rok studiów / Karol Głombiowski; Uniwersytet Wrocławski im. Bolesława Bieruta. Wydział Filologiczny. Studium Zaoczne Bibliotekoznawstwa. - Wrocław, 1956. - 13 s. - Maszyn. powiel.
3. Zbiory Biblioteki Uniwersyteckiej we Wrocławiu z punktu widzenia potrzeb historii medycyny na Śląsku. Kwartalnik Historii Nauki i Techniki 1956 R. 1 nr 1 s. 199–202.
4. Polska literatura polityczna na Śląsku od XVI do końca XVIII wieku. Streszczenie. Sprawozdania Wrocławskiego Towarzystwa Naukowego. Seria A. 1957 (druk 1961) T. 12, s. 33–35.
5. Materiały do nauki historii książki i księgozbioru. Cz. I: Książka w starożytności / oprac. Karol Głombiowski; Uniwersytet Wrocławski. Wydział Filologiczny. Studium Bibliotekoznawstwa dla Pracujących.- Wrocław: Uniwersytet Wrocławski, 1958. - 73 s.; 30 cm.
6. Dzieło Jana Długosza i Marcina Kromera na Śląsku. Streszczenie. Sprawozdania Wrocławskiego Towarzystwa Naukowego. Seria A. 1960 (druk 1962) T. 15, s. 32–33.
7. O poczytności Erazma z Rotterdamu na Śląsku w dobie Odrodzenia. Roczniki Biblioteczne 1960 (druk 1961) R. 4 z. 1/2, s. 1–24, 5 tabl. r‚s. Zsfassung s. 267–269.
8. Polska literatura polityczna na Śląsku od XVI do końca XVIII w.: studium z zakresu użytkowania książki / Karol Głombiowski; Instytut Śląski w Opolu. - Katowice: Wydaw. Śląsk, 1960. - 211 s.: 22 il.; 23 cm. - Bibliogr. s. 195–201. Rez. Summ. Zsfassung Rec. Leszczyński J. Zaranie Śląskie 1960 R. 23 z. 4 s. 676–682; Tazbir J. Książka o czytelnikach z dawnych wieków. Nowe Książki 1960 nr 60, s. 605–606; Adamczyk M. "Przegląd Zachodni" 1961 R. 17 nr 1 s. 195–197; Heck R. "Odrodzenie i Reformacja w Polsce" 1961 T. 6 s. 256–259.
9. šber die Verbreitung der Schriften des Erasmus von Rotterdam in Schlesien in der Zeit der Renaissance. Kwartalnik Historii Nauki i Techniki 1960 R. 5 nr 2 s. 125–152.
10. Traktat o dwóch Sarmacjach" i Kronika polska Macieja z Miechowa na Śląsku. Roczniki Biblioteczne 1961 (druk 1962) R. 5 z. 1/4 s. 115–138.
11. Bibliotekoznawstwo jako dyscyplina uniwersytecka. Roczniki Biblioteczne 1962 (druk 1963) R. 6 z. 1/2, s. 1–19 rez. Zsfassung Polem. Piasecki W. Bibliotekoznawstwo w cudzysłowie czy bez cudzysłowu. Przegląd Biblioteczny 1963 R. 31 z. 3/4 s. 151–155.
12. Dzieło Jana Długosza i Marcina Kromera na Śląsku. Acta Universitatis Wratislaviensis No 38 Bibliotekoznawstwo 3 1962, s. 39–60 Zsfassung.
13. Fragment z dziejów upowszechniania książki we Wrocławiu na przełomie XVIII i XIX wieku (K. K. Streit). Roczniki Biblioteczne 1962 (druk 1963) R. 6 z. 3/4, s. 103–115.
14. Poezja polsko-łacińska doby Odrodzenia w czytelniczych środowiskach Śląska. Roczniki Biblioteczne 1962 (druk 1963) R. 6 z. 1/2 s. 57–79.
15. Über die Verbreitung der Schriften des Erasmus von Rotterdam in Schlesien in der Zeit der Renaissance / Karol Głombiowski //W: Renaissance und Humanismus in Mittel- und Osteuropa. T. 2. - Berlin, 1962. - s. 208–209.
16. Bibliotekovedenie kak universitetskaja disciplina / Karol Głombiowski //W: Gegenstand und Methoden der Bibliothekswissenschaft. - Leipzig, 1963. - s. 152–166.
17. Bibliotekoznawstwo jako dyscyplina uniwersytecka. Streszczenie. Sprawozdania Wrocławskiego Towarzystwa Naukowego. Seria A. 1963 (druk 1965) T. 18 s. 18.
18. Die Bibliothekswissenschaft als Hochschuldisziplin / Karol Głombiowski //W: Gegenstand und Methoden der Bibliothekswissenschaft. - Leipzig, 1963. - s. 135–151.
19. O problemach historii recepcji dzieła naukowego. Roczniki Biblioteczne 1964 (druk 1965) R. 8 z. 1/2, s. 3–17.
20. Corviniana / I. Berkovits. - Wrocław, 1964 Rec. Roczniki Biblioteczne 1965 (druk 1966) R. 9 z. 1/2, s. 202–205.
21. Społeczne aspekty badań wrocławskiego ośrodka bibliotekoznawczego w latach 1945-1965 / Karol Głombiowski //W: Nauka polska we Wrocławiu: w latach 1945–1965 i jej znaczenie społeczne / [red. Jan Trzynadlowski]; Wrocławskie Towarzystwo Naukowe. - Wrocław: Zakł. Nar. im. Ossolińskich, 1965. - s. 24–28.
22. Red.: Acta Universitatis Wratislaviensis No 46, 72, 121 Bibliotekoznawstwo 4-6 Wrocław 1966–1970.
23. Książka ariańska na Śląsku w XVII i XVIII wieku. Kwartalnik Opolski 1966 R. 12 nr 4 s. 185–200 il.
24. Materiały do nauki historii książki i księgozbioru / Karol Głombiowski, Helena Szwejkowska; Uniwersytet Wrocławski im. Bolesława Bieruta. - [Wyd. 2 / uzup. Kazimiera Maleczyńska]. - Wrocław, 1966. - 177, s. 22 tabl.; 29 cm. - Część I Książka w starożytności oprac. Karol Głombiowski; uzup. Kazimiera Maleczyńska. - Maszyn. powiel.
25. Problemy historii czytelnictwa / Karol Głombiowski. - Wrocław: Zakł. Nar. im. Ossolińskich, 1966. - R‚s. - 149 s.: [9] k. tabl.; 24 cm. - (Śląskie Prace Bibliograficzne i Bibliotekoznawcze / Wrocławskie Towarzystwo Naukowe; T. 9).
26. Na historię literatury antycznej spojrzenie księgoznawcze. Eos 1967/1968 druk 1968 vol. 57 fasc. 1, s. 157–170 bibliogr. summ.
27. O dalszy rozwój bibliotekoznawstwa uniwersyteckiego. Roczniki Biblioteczne 1967 R. 11 z. 3/4 druk 1969, s. 451–465 rez. Zsfassung.
28. Kniha - nedoceneně prameĺ věskumu l'udskeho vedomia. Knihovnik 1968 R. 13 ź. 4 s. 101–104.
29. O społecznej recepcji książki braci polskich na Śląsku. Rocznik Biblioteki Narodowej 1968 T. 4 s. 265-298 tabl. summ.
30. Vom Nutzen des Studiums der griechischen Philosophie / E. Albrecht. - Berlin, 1966 Rec. Kwartalnik Historii Nauki i Techniki 1968 R. 13 nr 1, s. 134–135.
31. Die Geschichte der antiken Literatur aus ser Sicht des Bibliothekswissenschaftlers / Karol Głombiowski //W: Buch - Bibliothek - Leser. - Berlin, 1969. - Bibliogr.. - s. 519–531.
32. Red.: Studia o Książce. Ogólnopolski organ szkół wyższych. Wrocław 1970 T.1.
33. O funkcjonalną koncepcję nauki o książce. Studia o Książce 1970 T. 1 s. 5–24.
34. Red. działu Dzieje księgarstwa obcego W: Encyklopedia wiedzy o książce. Wrocław 1971.
35. Historia i współczesność w kształceniu uniwersyteckim bibliotekarzy. Studia o Książce 1971 T. 2, s. 17–28 rez. r‚s.
36. Książka rękopiśmienna i biblioteka w starożytności i średniowieczu / Karol Głombiowski, Helena Szwejkowska. - Warszawa: Państwowe Wydaw. Naukowe, 1971. - 166 s.: 32 il.; 24 cm. - Bibliogr. s. 161–166. - Część pierwsza. Starożytność - oprac. Karol Głombiowski.

## Ordery i odznaczenia
- Krzyż Kawalerski Orderu Odrodzenia Polski (1973)[7]
- Medal Komisji Edukacji Narodowej
- Medal 500-lecia Drukarstwa w Polsce
- Złota Odznaka Honorowa Stowarzyszenia Księgarzy Polskich

## Nagrody
- Nagroda Heleny Radlińskiej